# Clypeomorus irrorata
Clypeomorus irrorata is een slakkensoort uit de familie van de Cerithiidae. De wetenschappelijke naam van de soort is voor het eerst geldig gepubliceerd in 1849 door Gould.

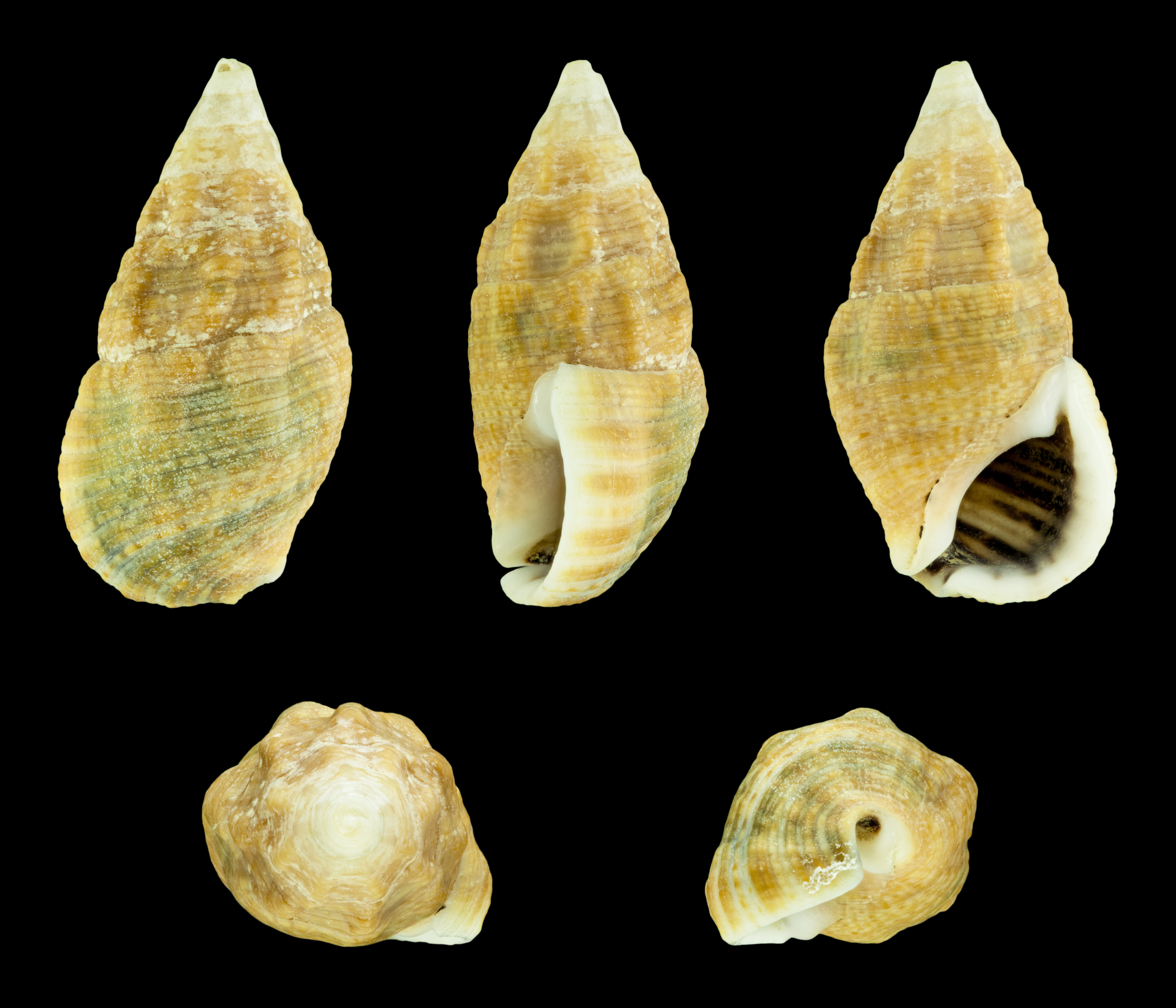
Gele vorm
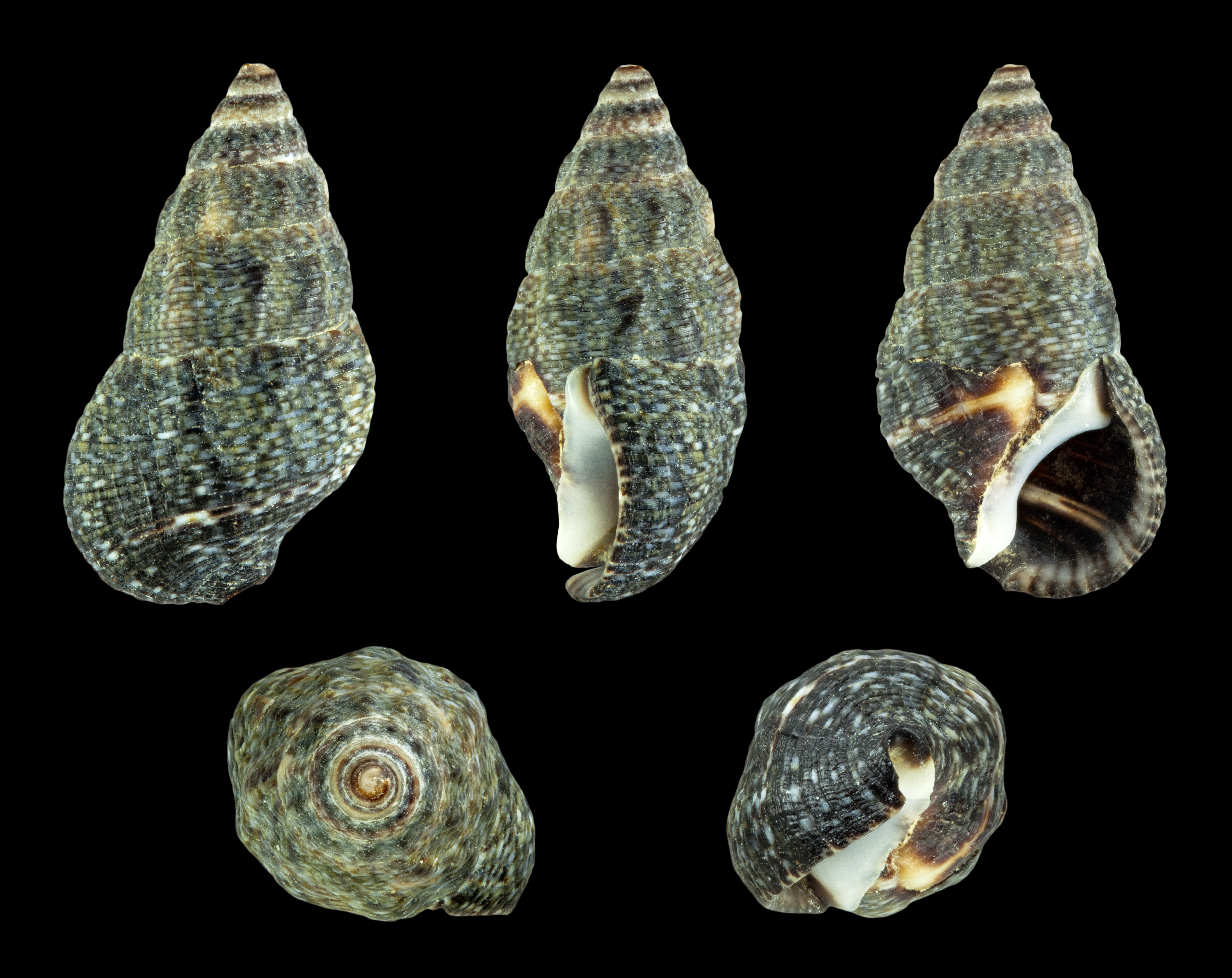
Donkere vorm
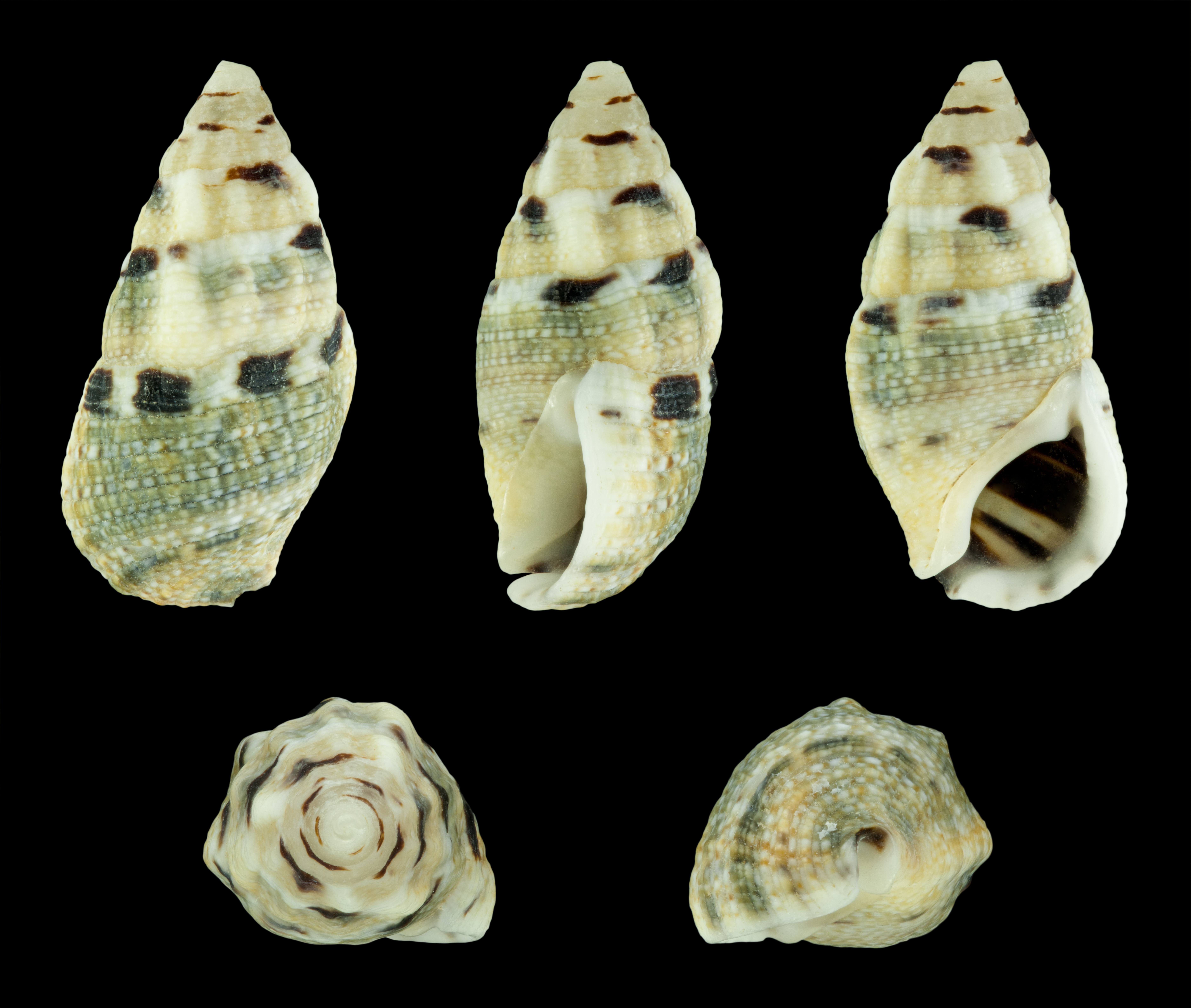
Gevlekte vorm